# سارة وود
سارة وود (بالإنجليزية: Sara Wood)‏ (1941، إنجلترا في المملكة المتحدة)؛ روائية بريطانية.